# پبا
پبا (به لاتین: Paba) یک منطقهٔ مسکونی در بنگلادش است که در ناحیه راج‌شاهی واقع شده‌است. پبا ۲۸۰٫۴۲ کیلومتر مربع مساحت و ۳۱۴٬۱۹۶ نفر جمعیت دارد.